# Ordynacja Zatrocka Tyszkiewiczów
Ordynacja Zatrocka Tyszkiewiczów – ordynacja rodowa rodziny Tyszkiewiczów na Wileńszczyźnie założona w 1901 roku, zlikwidowana w 1940 roku.
Ordynację na Zatroczu ufundował Józef Tyszkiewicz, którego rodzina pod koniec XIX wieku nabyła dobra ziemskie rodu Koreywów nad brzegiem jeziora Galwe, kilka kilometrów od miasta Troki. Pierwszy ordynat wybudował w Zatroczu na początku XX wieku pałac, który ze względu na piękno bryły oraz umiejętne wykorzystanie przyrody i park, uchodził za jedną z najpiękniejszych rezydencji na Litwie. W chwili utworzenia liczyła 7340 hektarów, czyli 6719 dziesięcin. Stan ten utrzymał się do 1940 roku.

## Ordynaci
- Józef Tyszkiewicz (1868–1917), założyciel i I ordynat
- Andrzej Tyszkiewicz (1899–1977), II ordynat, syn Józefa, utracił ordynację w 1940 roku